# Kenneth Malitoli
Kenneth Malitoli est un footballeur international zambien né le 20 août 1966 à Lusaka. Il a évolué au poste d'attaquant.
Il a disputé la Coupe d'Afrique des nations de football en 1994, 1996 et 1998.
Son frère, Mordon, était également footballeur.

## Carrière
- 1987-1992 : Nkana FC ( Zambie)
- 1992-1996 : Espérance sportive de Tunis ( Tunisie)
- 1996-2000 : Nkana FC ( Zambie)

## Palmarès
- Ligue des champions de la CAF : 1994
- Supercoupe de la CAF : 1995
- Coupe afro-asiatique de football : 1995
- Ligue des champions arabes : 1993
- Supercoupe arabe de football : 1996
- Championnat de Zambie de football : 1988, 1989, 1990, 1992, 1999
- Coupe de Zambie de football : 1989, 1991, 1992, 2000
- Championnat de Tunisie de football : 1993, 1994
- Meilleurs buteurs du championnat de Tunisie en 1992-18 buts et 1993-14 buts